# Prima Ligă de fotbal din Burundi
Premier League (Burundi) (sau Amstel Ligue), este primul eșalon din sistemul competițional fotbalistic din Burundi.

## Echipele sezonului 2010
- Academie Tchité FC (Bujumbura)
- AS Inter Star (Bujumbura)
- Atlético Olympic (Bujumbura)
- Delta Star de Gatumba (Mutimbuzi)
- Espoir (Mutimbuzi)
- Flamengo de Ngagara (Bujumbura)
- LLB Académic (Bujumbura)
- Muzinga FC (Bujumbura)
- Prince Louis FC (Bujumbura)
- Union Sporting (Bujumbura)
- Vital'O F.C. (Bujumbura)
- Wazee (Rumonge)

## Performanțe după club
| Club                   | Oraș      | Titluri | Ultimul titlu |
| ---------------------- | --------- | ------- | ------------- |
| Vital'O                | Bujumbura | 13      | 2009          |
| Inter FC               | Bujumbura | 5       | 1989          |
| AS Inter Star          | Bujumbura | 3       | 2008          |
| Fantastique            | Bujumbura | 3       | 1996          |
| Prince Louis FC        | Bujumbura | 3       | 2001          |
| Burundi Sports Dynamic | Bujumbura | 2       | 1973          |
| Atlético Olympic       | Bujumbura | 1       | 2004          |
| Muzinga FC             | Bujumbura | 1       | 2002          |
| Maniema                | Maniema   | 1       | 1997          |

## Campioane
| - 1970: necunoscut - 1971: campionat anulat - 1972: Burundi Sports Dynamic (Bujumbura) - 1973: Burundi Sports Dynamic (Bujumbura) - 1974: Inter FC (Bujumbura) - 1975: necunoscut - 1976: necunoscut - 1977: necunoscut - 1978: Inter FC (Bujumbura) - 1979: Vital'O (Bujumbura) - 1980: Prince Louis FC (Bujumbura) - 1981: Prince Louis FC (Bujumbura) - 1982: Vital'O (Bujumbura) - 1983: Fantastique (Bujumbura) - 1984: Vital'O (Bujumbura) | - 1985: Vital'O (Bujumbura) - 1986: Vital'O (Bujumbura) - 1987: Inter FC (Bujumbura) - 1988: Inter FC (Bujunbura) - 1989: Inter FC (Bujumbura) - 1990: Vital'O (Bujumbura) - 1991: AS Inter Star (Bujumbura) - 1992: Vital'O (Bujumbura) - 1993: nu s-a disputat sau a fost abandonat - 1994: nu s-a disputat sau a fost abandonat - 1995: Fantastique (Bujumbura) - 1996: Fantastique (Bujumbura) - 1997: Maniema - 1998: Vital'O (Bujumbura) - 1999: Vital'O (Bujumbura) | - 2000: Vital'O (Bujumbura) - 2001: Prince Louis FC (Bujumbura) - 2002: Muzinga FC (Bujumbura) - 2003: neterminat - 2004: Atlético Olympic (Bujumbura) - 2005: AS Inter Star (Bujumbura) - 2006: Vital'O (Bujumbura) - 2007: Vital'O (Bujumbura) - 2008: AS Inter Star (Bujumbura) - 2009: Vital'O (Bujumbura) - 2010: |

## Golgeteri
| An   | Golgeter    | Echipă        | Goluri |
| 2007 | Wembo Sutch | Vital'O       | 12     |
| 2008 | Eric Gatoto | Vital'O       | 18     |
| 2009 | Abdoul      | AS Inter Star | 9      |